# Trichogomphus kobayashii
Trichogomphus kobayashii är en skalbaggsart som beskrevs av Yamaya 2002. Trichogomphus kobayashii ingår i släktet Trichogomphus och familjen Dynastidae. Inga underarter finns listade i Catalogue of Life.